# Vrijeme škorpiona
Vrijeme škorpiona je drugi album hrvaškega pevca Marka Perkovića Thompsona.
Izšel je leta 1995, v času zaključnih bojev Hrvaške osamosvojitvene vojne.

## Seznam skladb
1. Škorpioni (4:32)
2. Poljubi me (3:40)
3. Moj grad (3:49)
4. Rock'n'roll (3:08)
5. Lažljivica (3:41)
6. Bludnica (4:41)
7. Anica - Kninska kraljica (3:52)
8. Satnija (3:51)
9. Volim te (3:41)
10. Ljubavna (4:38)
11. Povratak Bogu (7:32)
12. Ljutu travu na ljutu ranu (4:18)
13. Rosa (3:02)

Skupaj: 54:25
Najbolj priljubljene skladbe z albuma so Anica - Kninska kraljica, Ljutu travu na ljutu ranu in Rosa.